# یو تاماگاوا
یو تاماگاوا (ژاپنی: 玉川 由؛ زادهٔ ۱۴ آوریل ۱۹۹۶) یک بازیکن فوتبال اهل ژاپن است.
از باشگاه‌هایی که در آن بازی کرده‌است می‌توان به باشگاه فوتبال ریوکیو اشاره کرد.